# Velocità alla volata
La velocità alla volata o velocità alla bocca è un termine di balistica interna con cui si indica la velocità con cui il proiettile esce dalla bocca (volata) della canna dell'arma. La velocità alla volata generalmente è misurata in metri al secondo (m/s).

## La relazione con la balistica interna
La balistica interna studia il movimento del proiettile nella canna dell'arma (mentre la balistica esterna studia il movimento del proiettile dopo che ha abbandonato l'arma), il proiettile inizialmente muove con un'accelerazione che aumenta progressivamente, mentre il propellente brucia. Quando il propellente termina la combustione il proiettile muove con un'accelerazione che decresce progressivamente, dato che i gas di combustione, espandendosi, diminuiscono la loro pressione. Teoricamente la lunghezza della canna dovrebbe essere tale che il proiettile fuoriesca quando l'accelerazione si annulla ma, in realtà, considerando sia i problemi di costruzione sia quelli di maneggiabilità dell'arma, la canna è più corta del valore ottimale.
Per questo motivo la velocità alla volata del proiettile è legata alla lunghezza della canna, ed è per questo motivo che in artiglieria le bocche da fuoco sono individuate, oltre che dal calibro, dalla lunghezza della canna espressa in calibri. Quanto maggiore è questo indice tanto superiore si può ritenere la velocità alla bocca del proiettile a parità di altre condizioni.
Nel corso della seconda guerra mondiale furono effettuati studi per aumentare la velocità alla volata, rilevante soprattutto per i proiettili perforanti, modificando in particolare la balistica interna del proiettile. Allo scopo di ottenere una maggiore velocità del proiettile, furono realizzate canne che, diminuendo la sezione, compensavano la diminuzione della pressione sul fondo del proiettile, conservando più o meno costante la forza agente. Per poter usare queste canne erano naturalmente necessari proiettili particolari (proiettili autodecalibranti). In Germania sulla base di questi studi, fu realizzato il cannone 2,8 cm SP2B 41, che, con un calibro di 28 mm, ridotto nella canna conica a 20 mm, ed una lunghezza della rigatura di 1270 mm (45 calibri, riferita al calibro maggiore) aveva una velocità alla volata di 1400 m/s (notare che il cannone 8,8 cm PaK 43, con una lunghezza di 70 calibri, aveva una velocità alla volata compresa fra 700 e 1150 m/s, dipendente dal tipo di proiettile).

## La classificazione delle bocche da fuoco e la velocità alla bocca
Le bocche da fuoco di artiglieria sono classificate in tre tipi fondamentali: cannoni, obici e mortai.
Tatticamente i cannoni devono impegnare bersagli visibili, cioè bersagli per cui esista una linea di tiro diretta, senza interposizione di ostacoli. Questa necessità implica che la parabola percorsa dal proiettile sia molto tesa, ovvero, per parlare in termini di artiglieria, che il tiro avvenga nel "primo arco". Per avere una parabola tesa è necessaria una velocità alla volata molto elevata, che quindi deve essere ottenuta utilizzando sempre la carica più potente compatibile con lo spessore della canna ed una lunghezza della canna quanto più alta possibile. Da questa necessità deriva il fatto che morfologicamente i cannoni hanno le canne più lunghe (maggiori di 30 calibri) fra le armi da fuoco.
Gli obici sono le armi da fuoco a gittata più lunga, quindi, dato che a parità di velocità iniziale, la parabola che raggiunge la massima distanza è quella che ha un angolo di tiro di 45°, in genere gli obici operano con un angolo di elevazione compreso fra 0° (talvolta anche leggermente negativo, particolarmente per gli obici da montagna) e 45-50°, cioè sparano nel "secondo arco". Dato che i bersagli non sono a distanze fisse, e spesso l'angolo di elevazione è imposto dalla presenza di ostacoli sulla linea di tiro, gli obici generalmente non sparano con la carica massima (e quindi con la velocità alla volata massima che potrebbe avere il proiettile), ma usano cariche ridotte. Per questi motivi le canne degli obici hanno lunghezza inferiore a quelle dei cannoni.
Infine i mortai hanno il compito di sparare oltre ostacoli a breve e brevissima distanza, quindi devono essere in grado di sparare con angoli di elevazione superiori a 45°, cioè nel "terzo arco". Morfologicamente i mortai hanno le canne più corte fra tutte le bocche da fuoco, dato che per i mortai la velocità alla bocca non è un fattore tatticamente di elevata importanza.